# Hizb ut-Tahrir
Hizb ut-Tahrir (arabeحزب التحرير) est un parti islamiste, fondé à Aman, Jordanie en 1953 par le cheikh Taqiuddin an-Nabhani.

## Histoire
Le Hizb ut-Tahrir se présente comme une organisation non-violente. Il est né d'une scission d'avec les Frères musulmans. Ce mouvement est aujourd'hui présent dans le monde entier. Il se prétend présent dans plus de 70 pays, mais il est loin d’emporter l’adhésion de tous les musulmans. Son appel au retour du califat est même refusé par le plus grand nombre des islamistes.
Si la motivation première du groupe était la libération de la Palestine, son but est désormais l'établissement d'un nouveau califat sur tout le monde musulman Après la mort de Taqiuddin an-Nabhani en 1977, le cheikh Abdul Qadeem Zallum devint le leader du groupe.
Il est actif surtout en Asie centrale, au Turkménistan, en Ouzbékistan et au Kazakhstan, où il a fait une avancée triomphale en distribuant des tracts le jour de l'anniversaire du président Noursoultan Nazarbaïev, qui avait incité son peuple à résister à l'islamisme radical.
Lors de l'affaires des caricatures danoises de Mahomet, des membres du Hizb ut-Tahrir ont manifesté le 11 février 2006 dans la capitale indonésienne Jakarta, notamment devant l'ambassade du Danemark. Les 500 manifestants affirmaient que les caricatures s'inscrivaient dans « une guerre contre l'Islam. »
Après la fusillade de Copenhague, Olivier Truc souligne, dans le journal Le Temps, que cette organisation est régulièrement montrée du doigt par les médias, car  « depuis la guerre en Syrie, les liaisons dangereuses se tissent entre islamistes et membres des bandes organisées avec, en outre, un défi de taille pour les autorités, comme le confie un spécialiste au Monde : « Islamistes et gangs tentent de recruter parmi les mêmes jeunes » (au Danemark) ».
En Indonésie, le groupe est dissous par le président Joko Widodo en 2017.
Au Royaume-Uni, le groupe est inscrit sur la liste des organisations terroristes prohibées en 2024 après que certains de ses membres aient appelé au djihad contre Israël lors d'une manifestation antisioniste,.

## Personnalités
- Taqiuddin al-Nabhani, d'origine palestinienne, fondateur du parti.
- Abdul Qadeem Zallum, palestinien, successeur de Taqiuddin al-Nabhani, décédé le 23 mars 2003.
- Ata Bin Khalil Abu Al-Rashtah, palestinien, successeur d'Abdul Qadeem Zallum.

## Idéologie
Le Hizb Ut-Tahrir est un parti politique dont l’idéologie est l'Islamisme. Il agit au sein de la communauté des musulmans. Il œuvre pour le retour du califat. « Il entend n'utiliser la guerre sainte contre les régimes impies qu'une fois l'institution califale rétablie à l'échelon mondial. L'ordre d'entreprendre le djihad ne devrait être donné que par un calife ou un émir reconnu par Hizb ut-Tahrir. »
Il prône l'instauration de la loi islamique. Il considère aussi que le retour au califat n'aura de chance de s'établir que  sous les coups d'une révolte contre les états musulmans laïques.

## La question de l’emploi de la force et le djihad
Le Hizb ut-Tahrir n’appelle pas à la violence ni à l’emploi de la force physique. C’est pour cette raison qu’il n’est pas inclus par l’administration américaine dans la liste des mouvements terroristes.
Mais il soutient le djihad, c'est-à-dire un effort sur soi-même ou bien, selon les définitions, une action armée comme mode de défense.
Le Centre de recherches sur le terrorisme depuis le 11 septembre a classé cette organisation islamiste, comme « Un parti islamiste dont personne ne parle »  qui, s'il n'appelle pas à la violence ouvertement, aboutira à un conflit avec l'occident.